# Lijst van voetbalinterlands Cambodja - Maleisië (vrouwen)
Deze lijst van voetbalinterlands is een overzicht van alle officiële voetbalinterlands tussen de nationale vrouwenteams van Cambodja en Maleisië. De landen hebben tot nu toe twee keer tegen elkaar gespeeld. 

## Wedstrijden
| № | Plaats    | Datum            | Competitie                            | Wedstrijd           | Uitslag |
| - | --------- | ---------------- | ------------------------------------- | ------------------- | ------- |
| 1 | Palembang | 2 juli 2018      | Zuidoost-Aziatisch kampioenschap 2018 | Cambodja − Maleisië | 0 − 4   |
| 2 | Vientiane | 29 november 2024 | Zuidoost-Aziatisch kampioenschap 2024 | Cambodja − Maleisië | 2 − 0   |

## Samenvatting
| Competitie                       | Totaal gespeeld | Winst Cambodja | Gelijk | Winst Maleisië | Doelsaldo Cambodja – Maleisië |
| -------------------------------- | --------------- | -------------- | ------ | -------------- | ----------------------------- |
| Zuidoost-Aziatisch kampioenschap | 2               | 1              | 0      | 1              | 2 − 4                         |
| Totaal                           | 2               | 1              | 0      | 1              | 2 − 4                         |